# الجواداه
ال-جواداه یک منطقهٔ مسکونی در یمن است که در استان حضرموت واقع شده‌است.